# Paraskeva von Rom

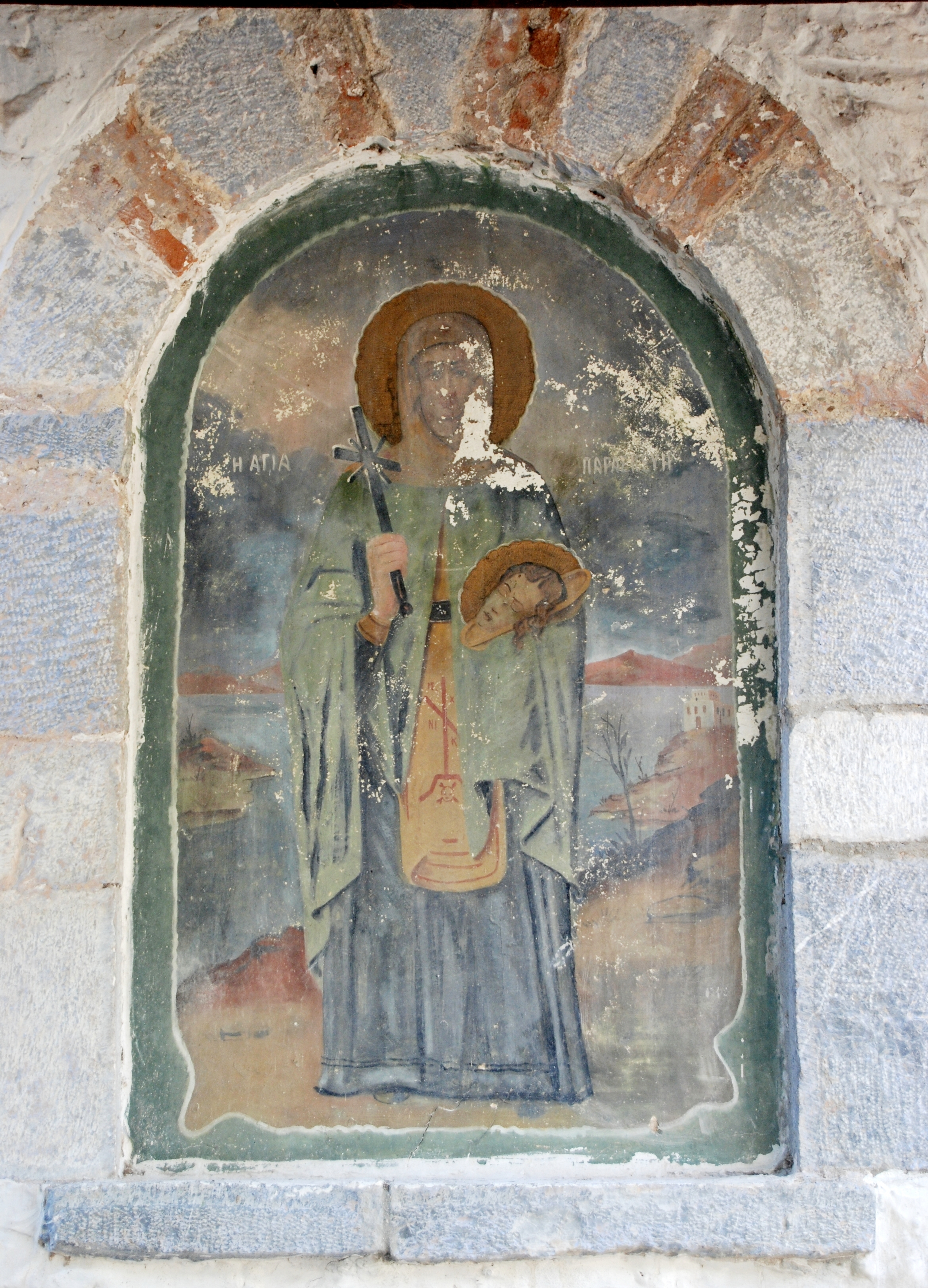
Paraskeva von Rom in der Agia Paraskevi Kirche in Kastoria, Griechenland

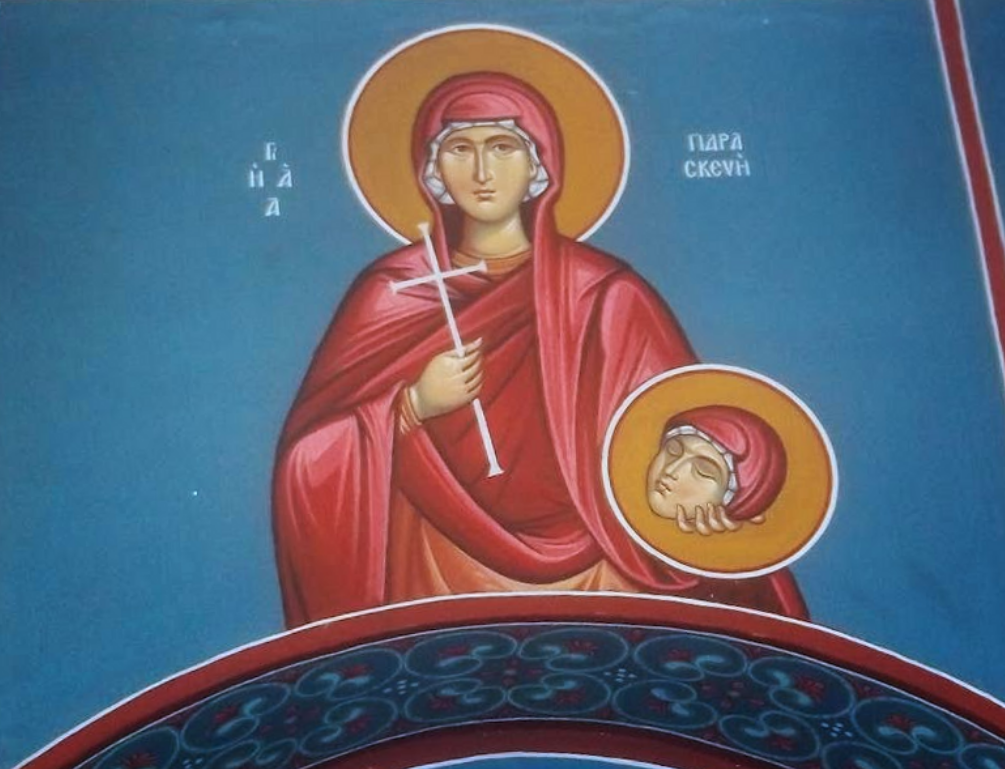
Paraskeva von Rom in der Agia Paraskevi Kirche in Ilion
in der rechten Hand hält sie das Märtyrerkreuz und in der linken ihren Kopf

Paraskeva von Rom (auch Paraskevi von Rom; * um 117 bei Rom; † zwischen 160 und 170 in Athen) war eine junge Christin, die unter den römischen Kaisern Antoninus Pius und Mark Aurel gemartet und schließlich vom römischen Gouverneur Tarasius in der Nähe von Thessaloniki enthauptet wurde. Das Martyrologium Romanum kennt sie nicht. Von der byzantinisch-orthodoxen Kirchen wird sie am 26. Juli verehrt. Sie gilt als Schutzheilige der Blinden.

## Der Name
Der Name Paraskeva (griech.: Παρασκευή) bedeutet wörtlich übersetzt „Vorbereitung“ als Tag der Vorbereitung für das Wochenende, den Sabbath, d. h. „Freitag“.

## Hagiographie
Paraskeva war die Tochter der reichen und sehr frommen christlichen Griechen Agathon und Politeia und wurde nach vielen kinderlosen Jahren am 6. Tag der Woche (Freitag) um 117 zur Zeit des römischen Kaisers Hadrian in einem Vorort von Rom geboren, wo sie in Dankbarkeit zu Christus in großer Liebe zu Ihm aufwuchs. Von Jugend auf widmete sie sich der Heiligen Schrift, der Meditation des Wortes Gottes und bekehrte viele Personen zum Glauben Christi. Sie soll sehr schön gewesen und viel umworben worden sein. Anscheinend schlug sie alle Angebote ab und soll darauf beharrt haben, jungfräulich als Braut Christi zu leben.
Als Paraskeva 20 Jahre alt war, starben ihre Eltern und sie erbte ein großes Vermögen. Sie verkaufte alle ihre weltlichen Güter und verteilte den Großteil ihres Geldes unter den Armen. Mit dem Rest trug sie zur Schatzkammer einer christlichen Gemeinschaft in Rom bei, die ein Haus für Jungfrauen und Witwen (Kloster) unterstützte, die ihr Leben den Lehren des Christentums gewidmet hatten. Diese Frauen hatten sich jedoch weit von dem Wort des Evangeliums entfernt und Paraskeva blieb deshalb viele Jahre in diesem Haus, um ihnen die wahre Bedeutung des Christentums zu lehren.
Im Alter von 30 Jahren verließ sie Rom und bereiste Städte und Ortschaften, wo sie Christus und das Evangelium in der Öffentlichkeit predigte. Dies geschah in der Zeit, als Juden und Römer die neue Religion mit größter Schärfe verfolgten.

### Verfolgung unter Antoninus Pius

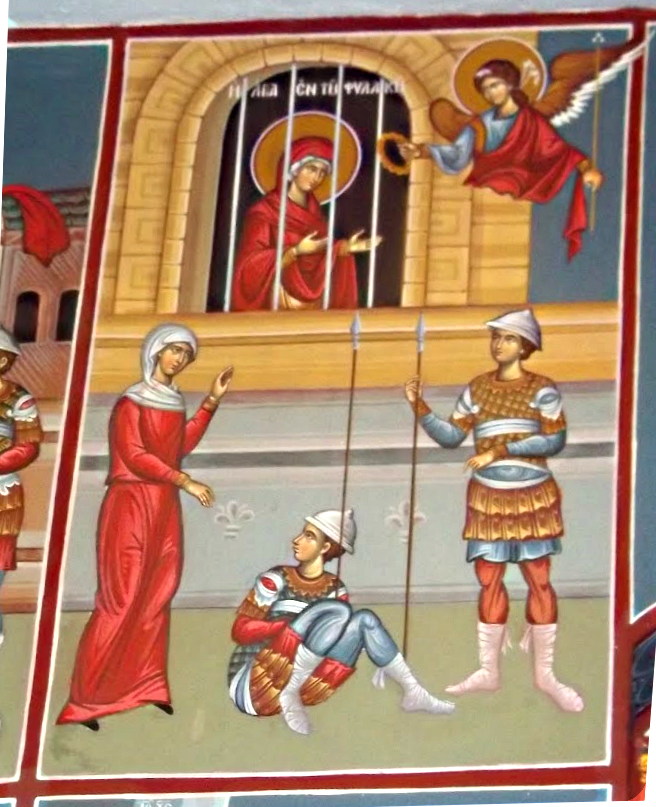
Paraskeva erscheint im Gefängnis ein Engel

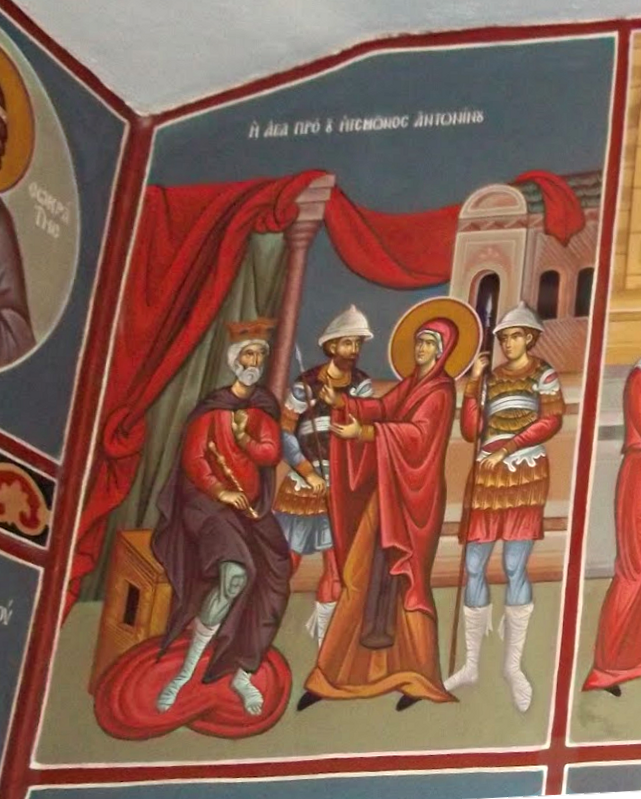
Paraskeva heilt den römischen Kaiser Antoninus Pius

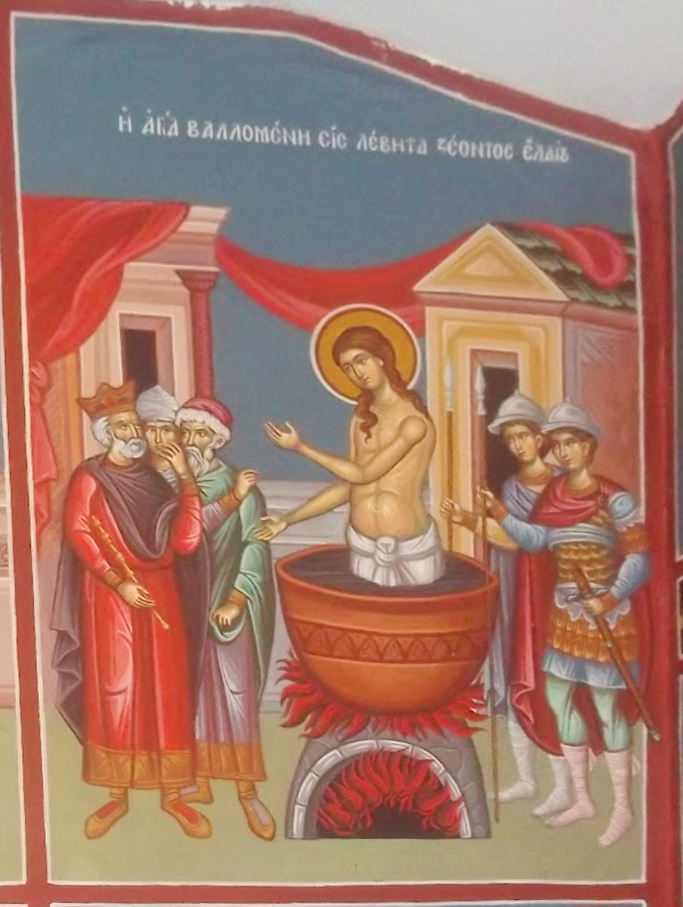
Paraskeva im großen Kessel

Zurück in Rom wurde Paraskeva von einem Juden als feindlich gegenüber der offiziellen Religion angezeigt. Antoninus Pius lud sie in seinen Palast vor, um sie zu vernehmen. Angezogen von ihrer Schönheit und Demut soll Antoninus Pius versucht haben, sie mit freundlichen Worten dazu zu bewegen, ihren Glauben zu verleugnen. Anscheinend versprach er, sie zu heiraten und sie zu einer Kaiserin zu machen. Verärgert über ihre Ablehnung ließ der Kaiser einen mit Nägeln bestückten glühenden eisernen Metallhelm auf ihr unbeugsames Haupt setzen, ohne ihr zu schaden. Als die umstehende Menge von Heiden und Juden dieses Wunder sahen, bekehrten sich viele zum Christentum, die Kaiser Antoninus Pius töten ließ oder ins Exil schickte. Zurück im Gefängnis erschien Paraskeva ein Engel, der sie tröstete und stärkte. Am darauffolgenden Tag wurde Paraskeva erneut vor den Kaiser geführt und verhört. Ihr fester Glaube an Jesus Christus brachte Antoninus Pius zur Weißglut, sodass er befahl, sie an ihren Haaren aufzuhängen und ihre Achseln und andere Körperglieder mit Fackeln zu drangsalieren und anzubrennen, was ohne Erfolg blieb. Als der Kaiser sah, dass er ihre Meinung noch nicht einmal durch diese Folter beugen konnte, befahl er, sie in einen Kessel mit kochendem Pech und Schwefel zu werfen. Als die Soldaten diesen Befehl ausführten, blieb Paraskeva jedoch unversehrt. Verärgert dachte Antoninus, dass Paraskeva mit Zauberei den Inhalt kühl halten würde, aber sie sagte ihm, dass er es testen könnte. So nahm sie von der siedenden Flüssigkeit und warf sie in das Gesicht des Kaisers. Die Flüssigkeit verbrannte die Augen des Kaisers, der blind wurde und nach Barmherzigkeit schrie. Paraskeva stieg aus dem Kessel, ging zu Antoninus Pius und sagte ihm, dass nur der christliche Gott ihn heilen könne. Sofort erhielt Antoninus Pius seine Sehkraft zurück. Dieses Wunder bewegte Antoninus Pius dazu, die Verfolgung der Christen bis zu seinem Tode im Jahr 161 einzustellen.

### Verfolgung unter Mark Aurel
Paraskeva fuhr mit größerem Eifer fort, ihre apostolische Mission zu vollenden. Nach dem Tod von Antoninus Pius folgte ihm Mark Aurel auf den Thron (161–180). Während seiner Herrschaft wurde er mit der Antoninischen Pest konfrontiert, bei der viele Menschen starben. Wieder einmal wurden die Christen beschuldigt und verfolgt. Der Kaiser sah sich gezwungen, die Gesetze zu ändern, die sich mit „Nicht-Gläubigen“ beschäftigten. Eines Tages wurde Paraskeva in einer Stadt gefangen genommen, die von einem Mann namens Asklepios regiert wurde. Als sie sich weigerte, den heidnischen Göttern zu opfern, wurde sie in eine Grube mit einer großen Schlange geworfen. Paraskeva machte das Zeichen des Kreuzes und die Schlange verletzte sie nicht. Asklepios erkannte, dass Paraskeva von einer außergewöhnlichen Macht beschützt wurde, und ließ sie frei.

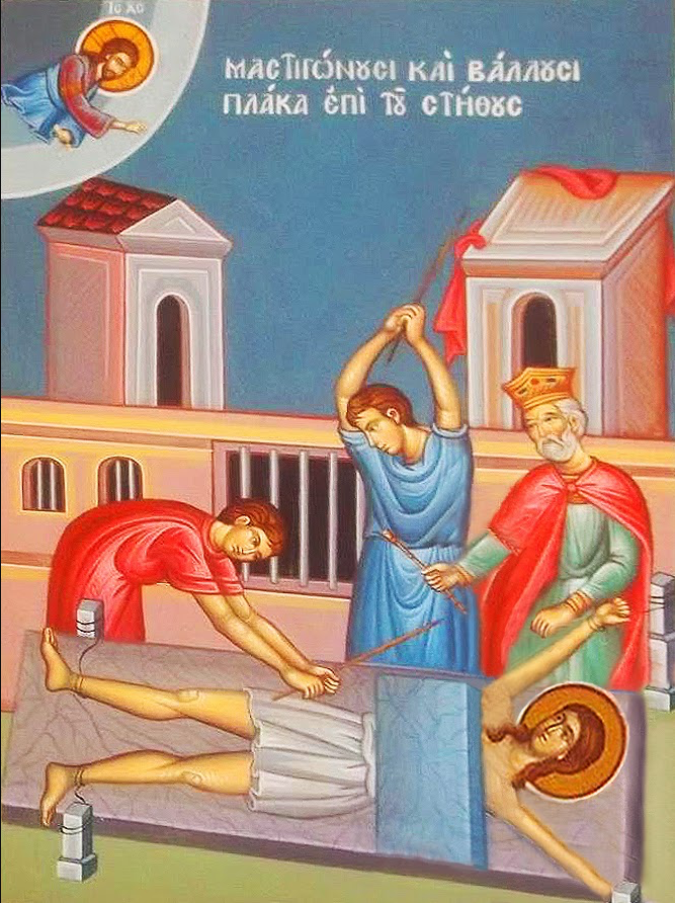
Paraskeva wird ausgepeitscht

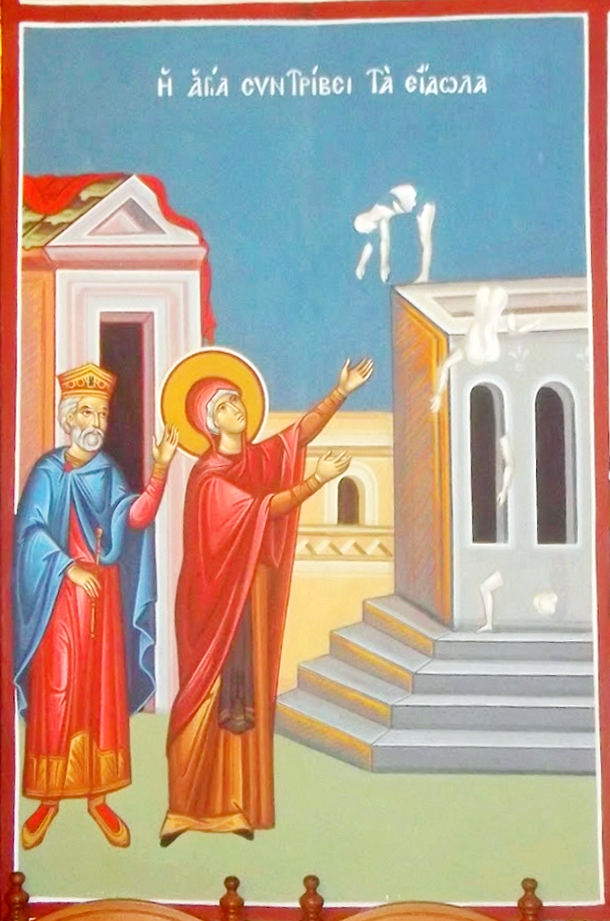
Alle Statuen im Tempel fielen von ihren Sockeln

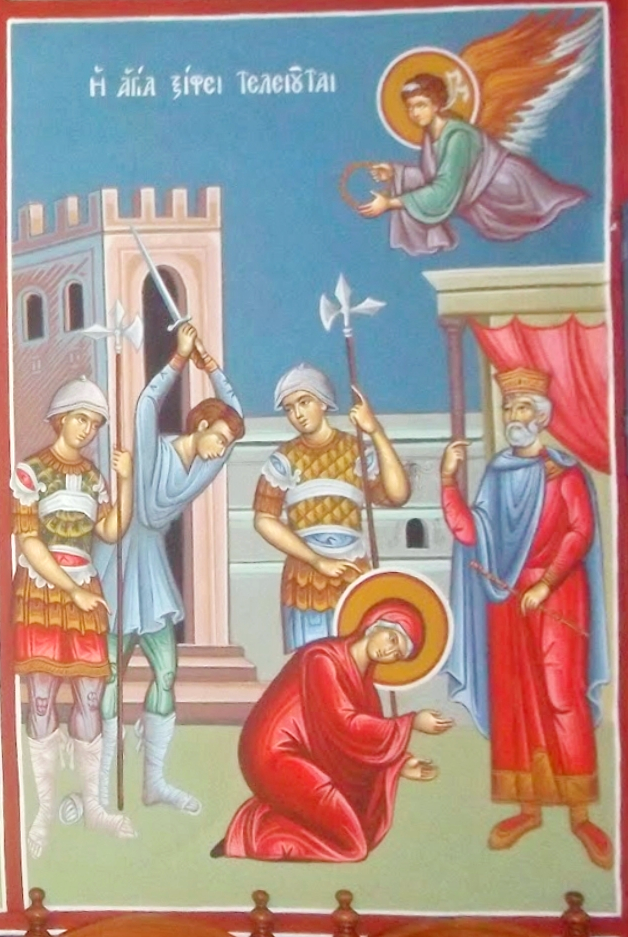
Paraskeva wird enthauptet

Als Wanderpredigerin erreichte Paraskeva auch das heutige Griechenland. In der Nähe von Thessaloniki wurde sie von Heiden festgenommen, dem römischen Gouverneur Tarasius vorgeführt und von ihm verhört. Wie Antoninus Pius befahl er seinen Soldaten, einen Kessel mit Öl und Pech zum Sieden zu bringen und Paraskeva hineinzustecken. Auch dieses Mal passierte nichts und viele der Zuschauer konvertierten zum Christentum. Tarasius, der glaubte, dass Paraskeva eine Hexe war, befahl sie an Händen und Füßen zu fesseln und so lange auszupeitschen, bis sie den Göttern opfern wolle oder zum Tode verurteilt würde. Die Soldaten führten seinen Befehl ohne jegliches Ergebnis aus. Paraskeva beugte sich nicht. Als der Gouverneur ihre Standhaftigkeit sah, ließ er sie ins Gefängnis werfen, wo sie an Händen und Füssen festgenagelt wurde und ein schwerer Stein auf ihre Brust gelegt wurde. In dieser Nacht erschien ihr aber Jesus Christus in einer Schar Engel, der sie tröstete, ihre Wunden heilte und sie von ihren Ketten befreite.
Am nächsten Morgen wurde Paraskeva bereitwillig zum Apollontempel geführt. Beim Betreten des Tempels hob Paraskeva ihre Hand und bekreuzigte sich. Plötzlich war ein lautes Geräusch zu hören und alle Statuen im Tempel fielen von ihren Sockeln und zerbrachen mit großem Getöne. Die Priester und Götzendiener schleppten sie vom Altar weg, schlugen sie und warfen sie aus dem Tempel. Die Priester verlangten von Tarasius, Paraskeva zu töten. Sie wurde für schuldig erklärt und zum Tod durch Enthauptung verurteilt.
Nach der Urteilsverkündung wurde Paraskeva von den Soldaten außerhalb der Stadt zur Urteilsvollstreckung geführt. Als sie dort ankamen, bat Paraskeva um ein wenig Zeit, um zu beten, was ihr auch gestattet wurde. Nach ihrem Gebet beugte sie ihren Kopf und die Soldaten schlugen ihn mit dem Schwert ab. Ihr Gedenken wird in der byzantinisch-orthodoxen Kirchen am 26. Juli gefeiert.

### Wunder
Der Paraskeva werden viele Heilungswunder zugeschrieben. Nach der Überlieferung sollen Menschen, die mit ihrer tiefen Gläubigkeit in Berührung kamen, auf wundervolle Weise geheilt worden sein: Krüppel konnten gehen, Dämonisierte bekamen ihre Gesundheit zurück und Unfruchtbare wurden schwanger. Vor allen Dingen heilte sie in wundersamen Weise den Kaiser Antoninus Pius von seiner Blindheit, während sie im erhitzten Kessel stand. Die barmherzige Zuneigung zu ihrem Peiniger machte sie zur heiligen Fürbitterin für die Heilung von Augenkrankheiten.

## Darstellung
Paraskeva gilt als Schutzheilige der Blinden und hält in ihrer rechten Hand ein Kreuz, Symbol des Martyriums und in der linken ihren eigenen Kopf. Paraskeva wird auch mit zwei Augen in einer Schale, die sie in der linken Hand hält, oder mit einem großen Kessel unter ihr dargestellt.

## Verehrung
Nach dieser Heiligen benannt wurden u. a. der Vorort Agia Paraskevi in Athen sowie die serbische Kirche Hl. Märtyrerin Paraskeva von Rom (Stanci).